# 莎拉·席爾蔓
莎拉·凯特·西尔弗曼（英語：Sarah Kate Silverman，1970年12月1日—）是一名美国女性单口喜剧演员、影视演员、歌手、制片人和作家。她的喜剧表演涉及社会禁忌与争议话题，例如：种族主义、性别歧视、政治与宗教等；有时她塑造的喜剧角色会以讽刺或面无表情的流行来支持他们。